# ديان إيفرز
ديان إيفرز (بالإنجليزية: Diane Evers)‏ هي لاعبة كرة مضرب أسترالية سابقة. كما أنها إحدى بطلات الجراند سلام حيث فازت ببطولة أستراليا المفتوحة للتنس سنة 1979.

## بطولات حققتها
- بطولة أستراليا المفتوحة للتنس

## النهائيات

### الزوجي: 1 (الألقاب 1, الوصافة 0)
| الحصيلة | السنة | البطولة                       | الأرضية | الشريك     | المنافس                   | النتيجة       |
| ------- | ----- | ----------------------------- | ------- | ---------- | ------------------------- | ------------- |
| الفوز   | 1979  | بطولة أستراليا المفتوحة للتنس | صلبة    | جودي كونور | ليان هاريسون مارسيلا مسكر | 6–1, 3–6, 6–0 |

## روابط خارجية
- ديان إيفرز على موقع رابطة محترفات التنس (الإنجليزية)
- ديان إيفرز على موقع الاتحاد الدولي لكرة المضرب (الإنجليزية)
- ديان إيفرز على موقع خلاصة التنس.كوم (الإنجليزية)